# Яцык, Юлия Григорьевна
Юлия Григорьевна Яцык (укр. Юлія Григорівна Яцик; род. 14 августа 1979, Васильевка, Запорожская область) — украинский юрист и политик. Управляющий бюро АБ «Адвокатская компания Юлии Яцык». Народный депутат Украины IX созыва.

## Биография
Получила квалификацию специалиста по международной экономике и хозяйственного и корпоративного права (Европейский университет финансов, информационных систем, менеджмента и бизнеса), а также квалификацию специалиста по уголовному праву (Запорожский юридический институт МВД Украины).
В 2002—2006 годах — на государственной службе. Работала в Главном управлении Государственной инспекции по контролю за ценами в Запорожской области.
В 2006—2008 годах — директор юридического департамента ЗАО "ИТЦ «АТП».
В 2008—2011 годах — заместитель председателя правления по правовым вопросам ОАО "НИИ «Преобразователь».
В 2011—2018 годах — гендиректор ООО "Юридическая фирма «Дикси».
В 2012 году на выборах в Верховную Раду — кандидат в народные депутаты от Радикальной партии Олега Ляшко (№ 28 в списке). На время выборов: генеральный директор ООО "Юридическая фирма «Дикси», проживает в г. Запорожье. Член Радикальной партии.
Кандидат в народные депутаты от партии «Слуга народа» на парламентских выборах 2019 года (избирательный округ № 79, г. Энергодар, Васильевский, Великобелозёрский, Каменско-Днепровский районы, часть Ореховского района). На время выборов: управляющая адвокатским бюро «Адвокатская компания Юлии Яцык», член политической партии «Слуга народа».
Член Комитета Верховной Рады по вопросам правоохранительной деятельности, председатель подкомитета по вопросам уголовного процессуального законодательства и оперативно-розыскной деятельности.
7 декабря 2020 года включена в список украинских физических лиц, против которых российским правительством введены санкции.
С третьей попытки, 19 июля 2024 вышла из фракции «Слуга народа», отмечая при этом, что партия боролась прежде за власть: "Мы шли с лозунгами, что остановим войну, а видим ситуацию коренным образом иную – она еще более масштабной стала».